# Сильвестр (Черницкий)
Митропролит Сильвестр (Черницкий или Чернецкий; ум. 5 (16) июня 1706) — епископ Русской православной церкви, митрополит Смоленский и Дорогобужский.

## Биография
Родился в городе Полоцке. Монашество принял в одном из Иверских монастырей.
С апреля 1673 года — архимандрит Саввино-Сторожевского монастыря близ города Звенигорода.
В звании архимандрита Звенигородского монастыря он находился при короновании царя Феодора Алексеевича 18 июня 1676 году, а 24 июля 1682 года царей Иоанна и Петра Алексеевичей.
В двадцатишестилетнее управление Сильвестром монастырь пришёл в самое цветущее состояние по внешнему и внутреннему устройству; монахов при нём было до 250.
При нем окончена постройка при архиерейском Смоленском доме каменной церкви Иоанна Предтечи и им освящена 24 июня 1703 г. Известен его перевод с итальянского космографии (рукопись из собрания графа Толстого, І, № 223).
Как он трудился для монастыря и как был любим царями, это видно из многих жалованных грамот, которые хранятся в монастыре, а равно и из того, что он прямо из архимандритов возведён в митрополиты Смоленские.
25 марта 1699 года хиротонисан во епископа Смоленского с возведением в сан митрополита.
24 июня 1703 года освящал церковь при Смоленском архиерейском доме во имя Иоанна Предтечи.
Митрополит Сильвестр отличался любовью к храмоздательству и праведной, святой жизнью.
Скончался 5 июня 1706 года. Погребен в Смоленском Троицком монастыре, где были захоронены и другие смоленские архиереи. В 1847 году над их могилами устроен придел во имя иконы Божией Матери «Всех скорбящих Радость» при Рождественской церкви.